# Selenocosmia similis
Selenocosmia similis é uma espécie de aranha pertencente à família Theraphosidae (tarântulas).